# Roseland (Nebraska)
Roseland és una població dels Estats Units a l'estat de Nebraska. Segons el cens del 2000 tenia 242 habitants.

## Demografia
Segons el cens del 2000, Roseland tenia 242 habitants, 102 habitatges, i 69 famílies. La densitat de població era de 373,7 habitants per km².
Dels 102 habitatges en un 30,4% hi vivien nens de menys de 18 anys, en un 63,7% hi vivien parelles casades, en un 2% dones solteres, i en un 31,4% no eren unitats familiars. En el 29,4% dels habitatges hi vivien persones soles el 14,7% de les quals corresponia a persones de 65 anys o més que vivien soles. El nombre mitjà de persones vivint en cada habitatge era de 2,37 i el nombre mitjà de persones que vivien en cada família era de 2,93.
Per edats la població es repartia de la següent manera: un 24% tenia menys de 18 anys, un 9,1% entre 18 i 24, un 28,5% entre 25 i 44, un 21,5% de 45 a 60 i un 16,9% 65 anys o més.
L'edat mediana era de 37 anys. Per cada 100 dones de 18 o més anys hi havia 95,7 homes.
La renda mediana per habitatge era de 35.714 $ i la renda mediana per família de 41.875 $. Els homes tenien una renda mediana de 30.962 $ mentre que les dones 19.063 $. La renda per capita de la població era de 15.626 $. Aproximadament el 3,9% de les famílies i el 4,1% de la població estaven per davall del llindar de pobresa.

## Poblacions més properes
El següent diagrama mostra les poblacions més properes.